# 235145 Ericquirico
235145 Ericquirico è un asteroide della fascia principale. Scoperto nel 2003, presenta un'orbita caratterizzata da un semiasse maggiore pari a 2,558095 UA e da un'eccentricità di 0,235701, inclinata di 5,154854° rispetto all'eclittica.
È dedicato a Eric Quirico, membro francese del team di scienziati della missione New Horizons della NASA sul plasma e sui temi atmosferici.